# Tarn Beck (Tindale Tarn)
Der Tarn Beck ist ein Wasserlauf in Cumbria, England.
Der Tarn Beck entsteht nordöstlich des Cold Fell. Er fließt zunächst in nördlicher Richtung, wendet sich südlich des Ortes Tindale aber in westliche Richtung, in die er bis zu seiner Mündung in den Tindale Tarn fließt.